# Aéropro
Pour les articles homonymes, voir APO.
Aéropro, est une entreprise canadienne, fondée en 1988.
Elle est basée à l'aéroport international Jean-Lesage du Québec et possède le code OACI : APO. Dans le secteur de l'aéroportuaire, elle est également présente sur deux autres sites de maintenances situées à Sept-Îles et Blanc-Sablon. Le ravitaillement et les services au sol (FBO) sont quant à eux exploités sous la bannière de Pétro Air Services.
Depuis le 16 août 2010, l'entreprise a cessé ses activités de vol. Seules les divisions de maintenance et de FBO continuent à opérer.

## Activités

### Services d’entretien d’aéronefs
Dans chacune de ses bases, Aéropro offre à des compagnies d’aviation et des propriétaires d’aéronefs un service d’entretien et d’entreposage d'appareils dans des hangars. Comptant une vingtaine de mécaniciens, l'entreprise offre ses services pour divers types d’aéronefs, allant de l'avion école pour le pilotage jusqu’aux jets d’affaires.

### Services météorologiques
Depuis 1995, Aéropro effectue des services météorologiques pour différents organismes, tels que Environnement Canada, Nav Canada, et Hydro-Québec.
La compagnie effectue des relevés météorologiques aux stations de Dorval, Chibougamau et Gaspé pour Nav Canada, ainsi que des relevés aérologiques à l’Aéroport de Sept-Îles pour Environnement Canada. Elle effectue également des mesures de neige à l’aéroport du Québec et des rapports de glacimétrie pour Hydro-Québec, dans divers aéroports.

### Gestion d’aéroports
Depuis 1988, Aéropro a développé une expertise dans la gestion d'aéroports régionaux. En effet, certains officiers de la compagnie, comme Messieurs Richard Légaré et Aurèle Labbé, s'y sont impliqués depuis 1984, avec la compagnie Québec Aviation Ltée. Cette compagnie fut la première à développer ce nouveau créneau avec la gestion d’aéroports comme St-Georges de Beauce, Gatineau/Hull et Trois-Rivières.
Aéropro a poursuivi le développement de cette activité avec M. Richard Légaré, gérant de l’Aéroport de Trois-Rivières et avec l’expérience acquise par son personnel dans cet aéroport. Aéropro a obtenu la gestion des aéroports suivants :
- Aéroport de Trois-Rivières (de 1988 à ?)
- Aéroport de Bonaventure (de 1991 à aujourd'hui)
- Aéroport de Bagotville (de 1991 à 2004)
- Aéroport de Lourdes-de-Blanc Sablon (de 2000 à 2005)
- Aéroport Michel-Pouliot de Gaspé (de 2001 à ?)
- Aéroport de Bromont Roland-Désourdy (de 2002 à 2003)
- Aéroport de Sherbrooke (de 2003 à 2010)
- Aéroport de Rivière-du-Loup (de 2003 à 2012)
- Aéroport des Iles-de-la-Madeleine (de 2005 à 2009)
- Aéroport de Havre-Saint-Pierre (de 2009 à aujourd'hui)
- Aéroport de Montmagny (de 2013 à 2016)
- Aéroport de l’Isle-aux-Grues (de 2013 à 2016)
- Aéroport des Iles-de-la-Madeleine (de 2013 à 2016)
- Aéroport de La Tuque (de 2013 à 2018)

### Vols touristiques
De juin à août, Aéropro propose un vol hebdomadaire reliant l'aéroport de Sept-Iles à celui des Iles-de-la-Madeleine,.
L'entreprise propose aussi sur la même période un vol hebdomadaire entre l'aéroport de Sept-Iles et l'aéroport de Port-Menier sur l'Ile d'Anticosti.

## Activités possibles
Les types de services que la compagnie effectue dans les différents aéroports peuvent varier (selon les mandats reçus des aéroports) et inclure des tâches concernant les services d'Unicom et de rapports météorologiques. Mais également des services d'entretien, de déneigement des pistes, des espaces de stationnements et de circulation. La compagnie effectue aussi des services de marquage et de colmatage de surfaces asphaltées, de la vente de kérosène, la perception de redevance aéroportuaires, également la préparation et la mise à jour des manuels d'exploitations d'urgence et SGS, mais aussi la supervision de travaux.
Aéropro propose de plus des services de déglaçage d'aéronefs et l'approvisionnement en rampe et matériel pour la gestion des bagages.
Enfin, la compagnie Canadienne effectue des détections des feux de forêts ainsi que des inventaires de la faune sauvage,.

## Accidents
| Date         | Numéro du vol | Information |
| ------------ | ------------- | --- |
| 23 juin 2010 | Vol 201       | L'accident s'est produit peu de temps après le décollage de l'avion Beechcraft King Air 100. Le pilote a signalé un problème de moteur à la tour de contrôle de l'aéroport avant qu'un incendie ne se déclare. À bord se trouvaient 5 passagers et 2 membres d'équipage, malheureusement aucun n'a survécu. |

Le 14 mars 2011, un camion d'essence carbu-réacteur (Jet A1) exploité par Pétro Air Services, propriété d'Aéropro, s'est renversé à l'aéroport de Saint-Hubert laissant s'échapper 19 000 litres de carburant dans le réseau d'égout autour de l'aéroport. Toute l'opération de nettoyage et les coûts reliés ont eux raison de la base de St-Hubert qui a fermé ses portes le 9 août 2011.
Concernant l'accident du Vol 201, l'inspection du Bureau de la Sécurité des Transports du Canada a conclu que les causes de l'accident sont multiples, citant par exemple des lacunes dans les formations au pilotage, une faible culture de la sécurité chez Aéropro, ainsi qu'un problème survenu au moteur droit pendant le vol.,,